# Окольздаева, Галина Михайловна
Галина Михайловна Окольздаева (род. 13 ноября 1989 года, Щучинск) — казахстанская биатлонистка.

## Карьера
На чемпионате Азии 2012 года Г. Окольздаева стала чемпионом в спринте, а также завоевала две серебряные награды – на дистанции 15 км и в смешанной эстафете.